# Asplenium repens
Asplenium repens är en svartbräkenväxtart som beskrevs av William Jackson Hooker. Asplenium repens ingår i släktet Asplenium och familjen Aspleniaceae. Inga underarter finns listade.